# Georg II. (Hessen-Darmstadt)

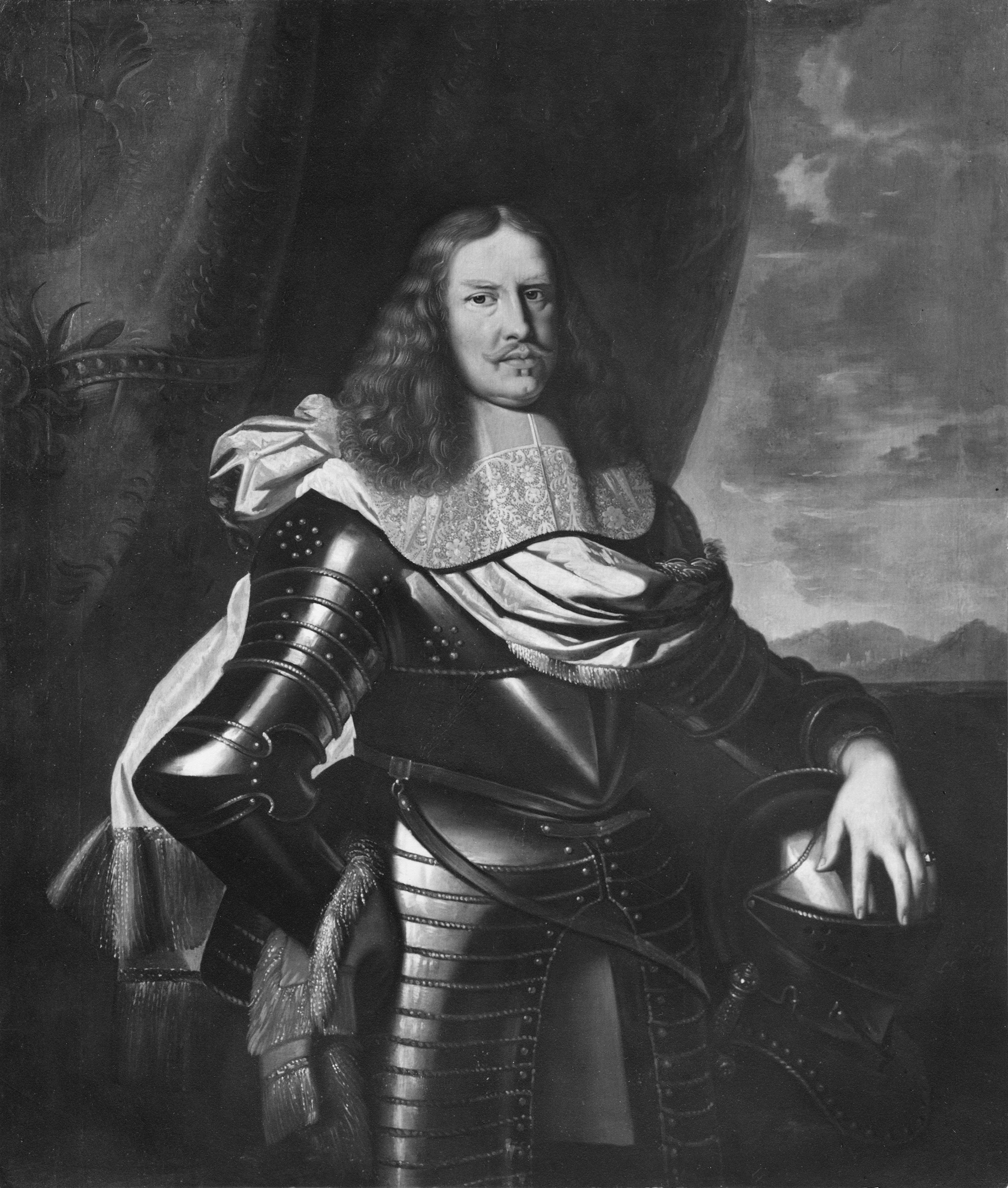
Georg II. von Hessen-Darmstadt

Georg II. von Hessen-Darmstadt (* 17. März 1605 in Darmstadt; † 11. Juni 1661 ebenda) war von 1626 bis zu seinem Tod Landgraf von Hessen-Darmstadt.

## Leben
Georg war ein Sohn des Landgrafen Ludwig V. von Hessen-Darmstadt (1577–1626) aus dessen Ehe mit Magdalene (1582–1616), Tochter des Kurfürsten Johann Georg von Brandenburg.
Seine Kavalierstour, in Begleitung des Grafen Johann Kasimir von Erbach, führte ihn durch den Großteil von Europa, wobei er im Auftrag seines Vaters auch diplomatische Missionen versah. Während der Auseinandersetzungen im Dreißigjährigen Krieg war der kaisertreue Ludwig V. in Gefangenschaft des Kurfürsten von der Pfalz geraten; während Georgs Hochzeitsfeierlichkeiten in Dresden starb er und Georg wurde dadurch 1626 Landgraf von Hessen-Darmstadt.
Im Dreißigjährigen Krieg verhielt sich Georg, dem Kaiser Ferdinand II. (HRR) treu ergeben, neutral. Trotzdem wütete die kaiserliche Soldateska auch in Hessen-Darmstadt. 1629 hatte Georg in das Restitutionsedikt einwilligen müssen. Im Gegensatz zu den meisten protestantischen Reichsfürsten war der Landgraf 1631 kein Bündnis mit Schweden eingegangen. Er wurde deshalb nach 1635, nach Abschluss des Prager Friedens, vom Kaiser als Vermittler benutzt, um andere protestantische Reichsfürsten und Reichsstädte zu bewegen, sich dem Friedensvertrag anzuschließen. Dadurch erwarb sich der Landgraf die Bezeichnung „Reichsfriedenmacher“.
Im Vertrag von Höchst überließ Georg 1631 nach persönlichen Verhandlungen König Gustav Adolf die Festung Rüsselsheim, der ihm dafür seine Neutralität anerkannte.
Bereits im Jahr 1625 begann eine Auseinandersetzung mit Hessen-Kassel um das Erbe der ausgestorbenen Linie Hessen-Marburg. Georg hatte zügig alle die ihm vom Kaiser zugebilligten Gebiete erobert, die Kassel schließlich 1627 abtreten musste. Hessen-Kassel, mit Schweden und Frankreich verbündet, gelang ab 1645 die Rückeroberung der Gebiete. Georg war mit seiner Familie vor Kriegsgräueln und Pest auf Schloss Lichtenberg und später nach Gießen geflohen. Im Frieden von Münster und Osnabrück verlor Georg endgültig die ihm 1622 vom Kaiser zugestandenen Gebiete an Landgräfin Amalie Elisabeth von Hessen-Kassel, wofür Georg mit 60.000 Talern entschädigt wurde. Der Hessenkrieg war damit beendet.
Hessen-Darmstadt hatte im Dreißigjährigen Krieg erheblich gelitten. Gewerbe und Ackerbau lagen vollkommen darnieder. Georg kaufte Getreide und Vieh an, welches er verteilen ließ. Damit gelang es ihm, die Landwirtschaft im Land wieder zu beleben. 1650 forderte er geflohene Untertanen erfolgreich auf, wieder ins Land zurückzukehren. 1659 wendete sich Georg von seiner kaiserfreundlichen Politik ab und trat dem Rheinischen Bund bei, der sich gegen die Habsburger richtete. In seinem Testament empfahl er seinem Nachfolger ein „einträchtiges Zusammenhalten“ mit Hessen-Kassel.

## Nachkommen
Georg II. heiratete am 1. Juli 1627 auf Schloss Torgau Sophie Eleonore von Sachsen (1609–1671), Tochter des Kurfürsten Johann Georg I. von Sachsen. Sie hatten drei Söhne und zwölf Töchter, wobei die weiblichen Namen, je nach Quelle auf „a“ oder „e“ enden.
- Ludwig VI. (1630–1678), Landgraf von Hessen-Darmstadt

⚭ 1. 1650 Prinzessin Marie Elisabeth von Schleswig-Holstein-Gottorf (1634–1665)
⚭ 2. 1666 Prinzessin Elisabeth Dorothea von Sachsen-Gotha-Altenburg (1640–1709)
- Magdalena Sybilla (1631–1651)
- Georg (1632–1676), paragierter Landgraf von Hessen-Darmstadt zu Itter

⚭ 1. 1661 Prinzessin Dorothea Augusta von Schleswig-Holstein-Sonderburg (1636–1662)
⚭ 2. 1667 Gräfin Juliane Alexandrine von Leiningen-Dagsburg-Heidesheim (1651–1703)
- Sophie Eleonore (1634–1663)

⚭ 1650 Landgraf Wilhelm Christoph von Hessen-Homburg (1625–1681)
- Elisabeth Amalie (1635–1709)

⚭ 1653 Kurfürst Philipp Wilhelm von Pfalz-Neuburg (1615–1690)
- Luise Christine (1636–1697)

⚭ 1665 Graf Christoph Ludwig I. zu Stolberg-Stolberg (1634–1704)
- Anna Maria (*/† 1637)
- Anna Sophie (1638–1683), Äbtissin von Quedlinburg 1681–1683
- Amalie Juliane (*/† 1639)
- Henriette Dorothea (1641–1672)

⚭ 1667 Graf Johann II. von Waldeck-Pyrmont (1623–1668)
- Johann (*/† 1643)
- Auguste Philippine (1643–1672)
- Agnes (*/† 1645)
- Marie Hedwig (1647–1680)

⚭ 1671 Herzog Bernhard I. von Sachsen-Meiningen